# قبیله (فیلم ۲۰۰۵)
«قبیله» (انگلیسی: The Tribe) فیلمی در ژانر مستند است که در سال ۲۰۰۵ منتشر شد.